# 22449 Ottijeff
22449 Ottijeff este o planetă minoră (asteroid), cu un diametru de 3,762 km, din Mars-crossing asteroid⁠(d). A fost descoperită pe 1 noiembrie 1996 la Catalina Station⁠(d) de Timothy B. Spahr. 
Obiectul prezintă o orbită caracterizată de o semiaxă mare de 2,3421344 UAi, o excentricitate de 0,35, o înclinație de 21,53895 ° în raport cu ecliptica.